# Amiota orchidea
Amiota orchidea är en tvåvingeart som beskrevs av Toyohi Okada 1968. Amiota orchidea ingår i släktet Amiota och familjen daggflugor. Inga underarter finns listade i Catalogue of Life.